# Baronnies (Dauphiné)
Pour les articles homonymes, voir Baronnies.

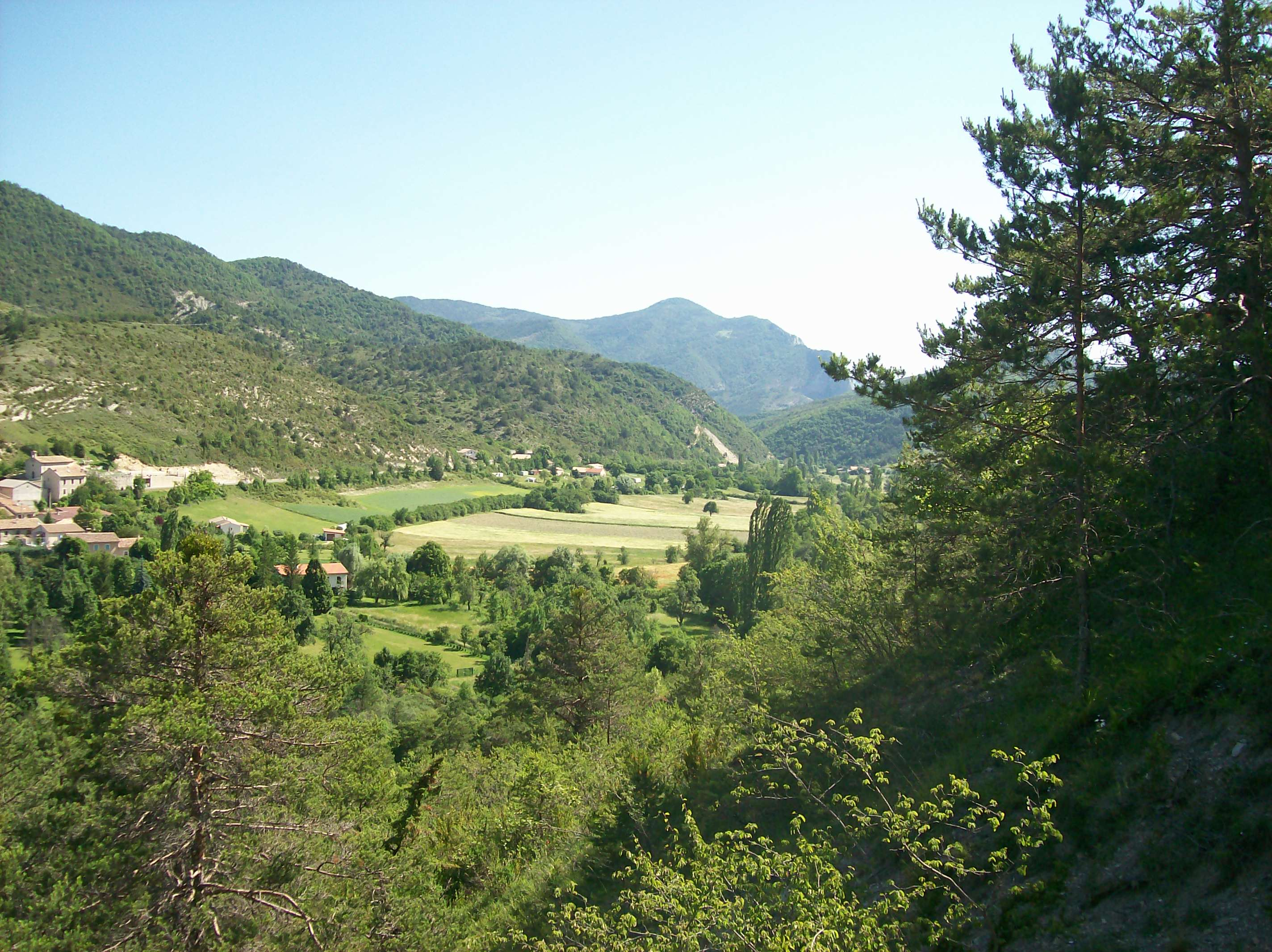
La vallée du Céans en amont d'Orpierre dont on aperçoit le rocher.

Les Baronnies sont une région historique et naturelle du Dauphiné. Elle s'étend entre le sud-est de la Drôme et l'ouest des Hautes-Alpes.

## Géographie

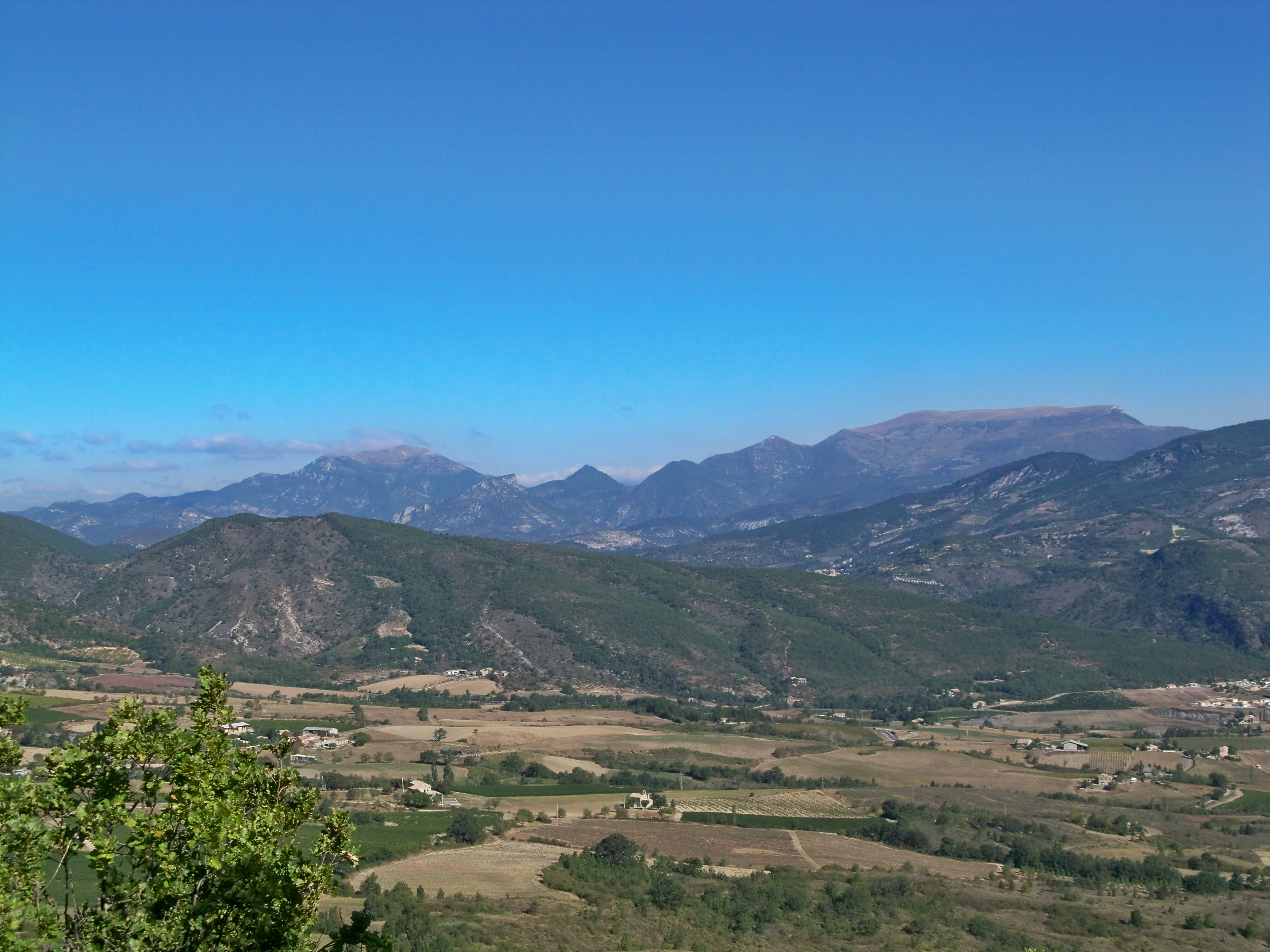
Vue sur la vallée de l'Ennuye, depuis le col d'Ey avec les montagnes de Miélandre et d'Angèle en arrière-plan.

Les Baronnies font partie d'une série de massifs préalpins situés à l'ouest de la tranchée de la Durance comme le Diois, le haut Bochaine, le Dévoluy et les monts de Vaucluse. Ils sont un pays de moyenne montagne au relief tourmenté, qui se développe, d'ouest en est, de la plaine de Valréas à la moyenne vallée de la Durance et, du sud au nord, du mont Ventoux et de la montagne de Lure aux marges du Diois. Leur point culminant est le Duffre (1 760 m) dans la montagne de l'Aup, aux confins avec le Diois et le Gapençais.
Le territoire est compartimenté en vallées (du nord au sud, vallées de l'Eygues et de la Blaisance, de l'Ouvèze et du Céans, du Charuis et de la Méouge, celles enfin du Toulourenc et du Jabron) entrecoupées d'amples cuvettes synclinales (Rosans, Sainte-Jalle, Montauban, Lachau...) ou de bassins exigus mais fertiles. Les communications permettant de passer d'une vallée à l'autre n'ont jamais été faciles, malgré de nombreux cols de moyenne altitude.
La région est ensoleillée, aux paysages lumineux, au climat encore méditerranéen, ponctué de villages perchés et de fermes isolées.
Au niveau géologique, les Baronnies présentent une série de cuvettes fermées sur elles-mêmes reliées entre elle par des défilés étroits et tortueux. Cette morphologie singulière s'explique par la tectonique où s'entrecroisent les axes alpins nord-sud et pyrénéens (ouest-est) et par la stratigraphie qui superpose de minces couches de calcaire résistant à une énorme épaisseur de marnes noires. Les rivières y ont creusé des forges tortueuses. De même, l'érosion a dégagé les massifs calcaires des Dentelles de Montmirail et du rocher Saint-Julien à Buis-les-Baronnies. 

## Histoire
Ce territoire est  peuplé depuis la Préhistoire et profondément marqué par les influences gauloise  (il relève de la fédération des Voconces) et romaine.
Les Baronnies tirent leur nom des Barons de Mévouillon et de Montauban qui, du XIe au XIIIe siècle, avaient acquis une certaine indépendance sous la suzeraineté lointaine de l'Empereur. Ces deux seigneuries furent définitivement annexées au Dauphiné de Viennois en 1315 et 1317, avant d'être cédées, comme partie de cette principauté, au royaume de France en 1349.
Des enclaves ont cependant fait partie des États de l’Église car les seigneuries de Valouse, d'Eyroles et de Les Pilles relevaient de la suzeraineté du comte de Toulouse, lequel est défait  par la croisade lancée contre l'hérésie cathare. Ces enclaves pontificales demeurent lorsqu'en 1349, le Dauphiné est rattaché au royaume de France et lorsqu'en 1481, c'est le tour de la Provence. Bien qu'isolées du Comtat Venaissin, ces communes ne deviennent donc françaises qu'à la Révolution.
Le Moyen Âge a profondément marqué l'histoire et le patrimoine de cette région, en organisant la population à partir de castra sièges de seigneuries. Les nombreux vestiges de tours du XIIIe siècle, qui dominent les vallées et contrôlent aussi les lieux de passage, illustrent cette occupation particulière du territoire. Ces castra ont majoritairement résisté à la vague de dépeuplement des XIVe et XVe siècles, même si de nombreux villages furent refondés sur de nouveaux sites à partir du XVe siècle.
Les guerres de Religion, entre 1562 et 1598, sont une époque de guerre civile : outre les opérations militaires, on compte de nombreuses destructions de monuments, affrontements et massacres. Elles correspondent également, ici comme ailleurs, à une période de crise, qui faisait suite à une période d'expansion économique particulièrement visible entre 1530 et 1560.
La région des Baronnies a toutefois longtemps été marquée par le protestantisme, encore présent au XIXe siècle, malgré un siècle de clandestinité (à Orpierre, Nyons, Vinsobres, Venterol, Sainte-Euphémie-sur-Ouvèze, Serres). De nombreux temples attestent de cette présence encore importante.
Au cours de la première moitié du XIXe siècle, l'agriculture se développe fortement. L'expansion démographique entraîne l'exploitation de terres abandonnées depuis plusieurs siècles. Des activités annexes, comme l'élevage des cocons, destinés aux filatures et moulinages à soie de la région, constituent des sources de revenus importantes et améliorent le sort des paysans. Toutefois, un exode rural peut s'observer à partir des années 1830, et s'accentue à partir de la fin du XIXe siècle. Au cours de la première moitié du XXe siècle, de nouvelles cultures se développent comme le tilleul ou la lavande.
La région est fortement marquée par les événements liés à la Seconde Guerre mondiale, par la Résistance, très active dans la région.
De cette longue histoire résulte un sentiment de solidarité, d’appartenance à un même pays, en dépit des divisions administratives actuelles.

## Population
Pour près de 2 000 km2, les Baronnies rassemblent un peu plus de 30 000 habitants (recensement de 1999), soit une densité moyenne guère supérieure à 15 hab./km2, mais cette densité peut tomber à moins de 5 dans les communes de l’intérieur dont trois sur cinq comptent moins de 100 habitants et une sur quatre moins de 50. Cette faiblesse du peuplement résulte d’un intense dépeuplement du milieu du XIXe siècle à 1975, qui s'explique par un fort exode rural et par les effets des guerres. Depuis 1975, la dépopulation semble arrêtée et la population s’accroît notamment sur les bordures orientale et occidentale où se trouvent les villes principales, Nyons et Buis-les-Baronnies dans la Drôme, Serres et Laragne-Montéglin dans les Hautes-Alpes.

## Climat
Le climat est méditerranéen marqué tout de même par des influences continentales et montagnardes[réf. nécessaire] mais avec un ensoleillement annuel dépassant les 2 400 heures,.
Les hivers sont généralement froids et secs avec un ressenti glacial quand le mistral souffle. La neige vient parfois recouvrir les sommets, notamment lorsque des précipitations de la mer Méditerranée se heurtent à l'air froid présent dans les Baronnies. Dans de telles configurations 40 à 50 cm de neige peuvent être observés ; ce fut le cas dans la région en 1999, 2001, 2006, 2010, 2013, 2015[réf. nécessaire].  
Le printemps et l'automne connaissent des pluies d'orage parfois abondantes appelées orages cévenols ou épisode méditerranéen.
L'été est généralement synonyme de périodes de chaleur avec une sécheresse accentuée par le mistral.
Dans la région de Nyons, un vent local : le Pontias, souffle un air ravigotant, généralement de 22 heures à 10 heures. Ce vent très sec de nord-est donne au ressenti une impression de froid l'hiver, mais il est apprécié l'été et fournit une parfaite aération à la ville et ses environs. Une légende locale, rapportée dans l'ouvrage de Gervais de Tilbury, le Livre des Merveilles, veut qu'il ait été apporté dans un gant par l'archevêque Césaire d'Arles, au début du VIe siècle. Gabriel Boulé, ancien pasteur et historiographe du roi, en a écrit l'histoire au XVIIe siècle.
| Mois                              | jan.  | fév.  | mars | avril | mai   | juin  | jui.  | août  | sep.  | oct.  | nov.  | déc. | année   |
| --------------------------------- | ----- | ----- | ---- | ----- | ----- | ----- | ----- | ----- | ----- | ----- | ----- | ---- | ------- |
| Température minimale moyenne (°C) | 1,9   | 2,5   | 4,9  | 7,3   | 11,1  | 14,7  | 17,3  | 17    | 13,7  | 10,4  | 5,8   | 3    | 9,2     |
| Température maximale moyenne (°C) | 8,2   | 10,2  | 14,5 | 17,5  | 22,1  | 26,2  | 29,6  | 29,1  | 24,2  | 18,7  | 12,4  | 8,6  | 18,5    |
| Ensoleillement (h)                | 104,9 | 134,5 | 200  | 214,6 | 255,3 | 295,5 | 327,3 | 293,6 | 224,5 | 152,3 | 110,3 | 92,1 | 2 404,8 |
| Précipitations (mm)               | 64    | 45,2  | 47,1 | 81,3  | 83,1  | 55,2  | 48,7  | 57,7  | 116,2 | 135,8 | 100,5 | 70,5 | 905,3   |

| Diagramme climatique                                  |             |             |             |              |              |              |            |               |               |              |          |
| J                                                     | F           | M           | A           | M            | J            | J            | A          | S             | O             | N            | D        |
| 8,21,964                                              | 10,22,545,2 | 14,54,947,1 | 17,57,381,3 | 22,111,183,1 | 26,214,755,2 | 29,617,348,7 | 29,11757,7 | 24,213,7116,2 | 18,710,4135,8 | 12,45,8100,5 | 8,6370,5 |
| Moyennes : • Temp. maxi et mini °C • Précipitation mm |             |             |             |              |              |              |            |               |               |              |          |

## Flore
Dans la plaine, la végétation et les cultures consistent en vignes, arbres fruitiers, oliveraies (dont l'olive noire aux environs de Nyons) sur les collines, champs de lavande sur les plateaux, mais aussi des tilleuls des Baronnies et des forêts de chênes jusqu'à 800 m. Au-dessus de 800 m, on rencontre une couverture maigre et discontinue consistant en des colonies de pins sylvestres ou des plantations de pins noirs, des genévriers, du thym, du buis et des genêts cendrés qui fixent le sol des pentes ravinées par l'érosion. L’agriculture voit toutefois son champ d'action diminuer et où la population est entraînée vers des centres urbains périphériques : Nyons, Valréas, Bollène, Vaison-la-Romaine, Orange, Carpentras et Avignon à l'ouest, et Serres, Laragne, Sisteron, Forcalquier et Gap à l'est.

## Terroir

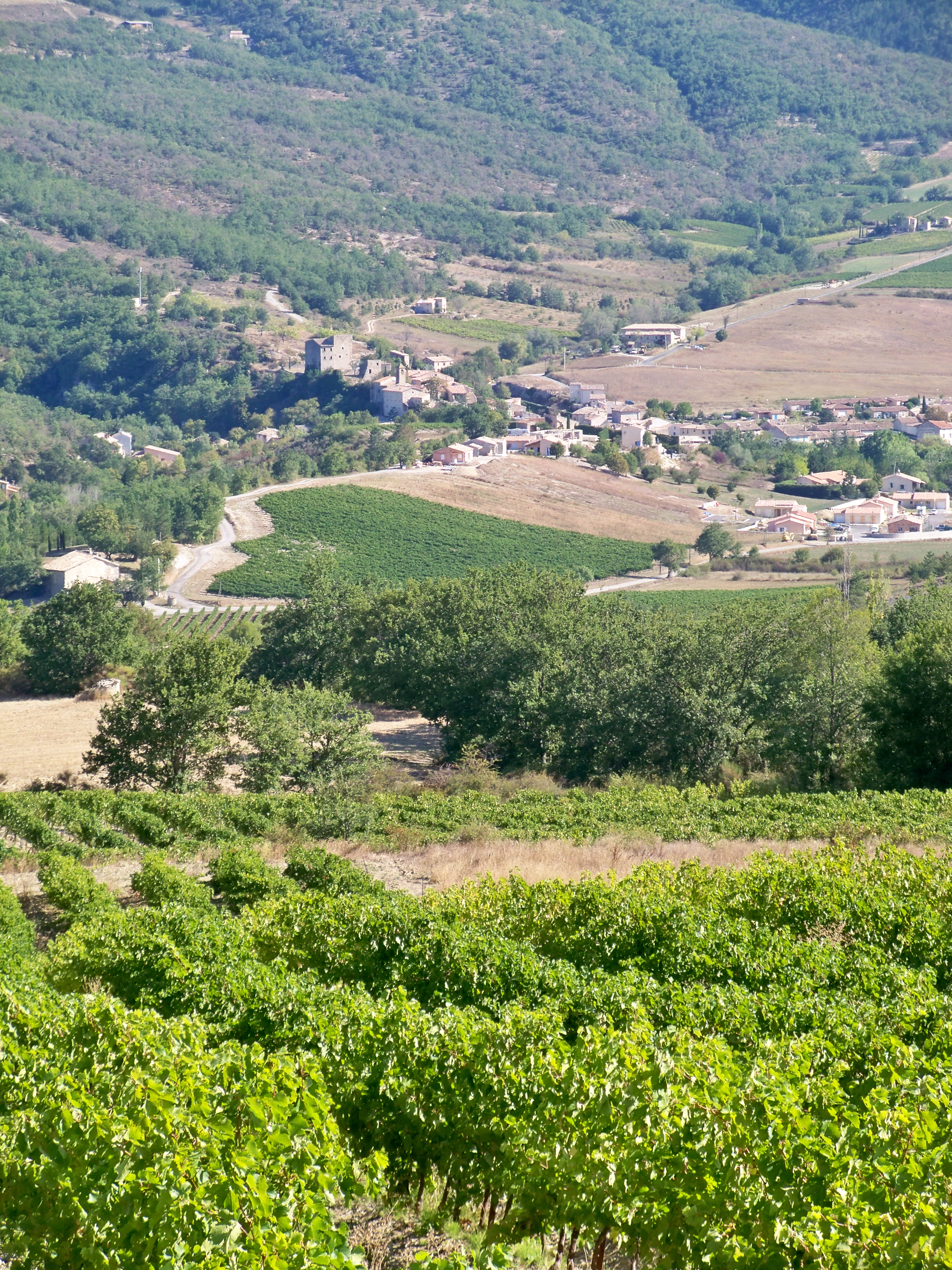
Vignes à Sainte-Jalle.

L'économie a connu de profondes transformations depuis 1945. 
L'agriculture reste prépondérante, employant près du tiers des actifs. La polyculture traditionnelle associée à un petit élevage a disparu au profit :
- des arbres fruitiers qui progressent vers l’intérieur à la faveur des vallées de l’Eygues et de l’Ouvèze (abricotiers, cerisiers) ou du Céans et de la Méouge (pommiers, poiriers) ; dans la région Nyons – Buis-les-Baronnies, les oliviers restent importants (AOP olives et huile de Nyons) ;
- de la vigne, AOC Côtes du Rhône dans le secteur Nyons - Vinsobres, vins des Coteaux-des-baronnies (Buis-les-Baronnies – Sainte-Jalle) ;
- d'un important secteur plantes à parfum (lavande, lavandin) médicinales et aromatiques qui donne lieu à un important commerce de fleurs séchées et d’huiles essentielles ;
- de l'élevage ovin, qui subsiste comme dans la région voisine du pays du Buëch, principalement pour la production d'agneaux de Sisteron, mais dans une plus faible proportion. Les prairies et parcours représentent cependant une part importante du terroir. De nombreux parcours ont été abandonnés et ont cédé la place à des forêts de conifères ;
- de la production de lait issu de cet élevage et qui permet la fabrication du picodon ;
- de quelques troupeaux de chèvres, dont le centre a été jusqu'au XIXe siècle la montagne de Chabre[5]. Le lait de cet élevage permet l'élaboration de fromages de chèvre classiques et de la pétafine[6].

## Économie

### Tilleul

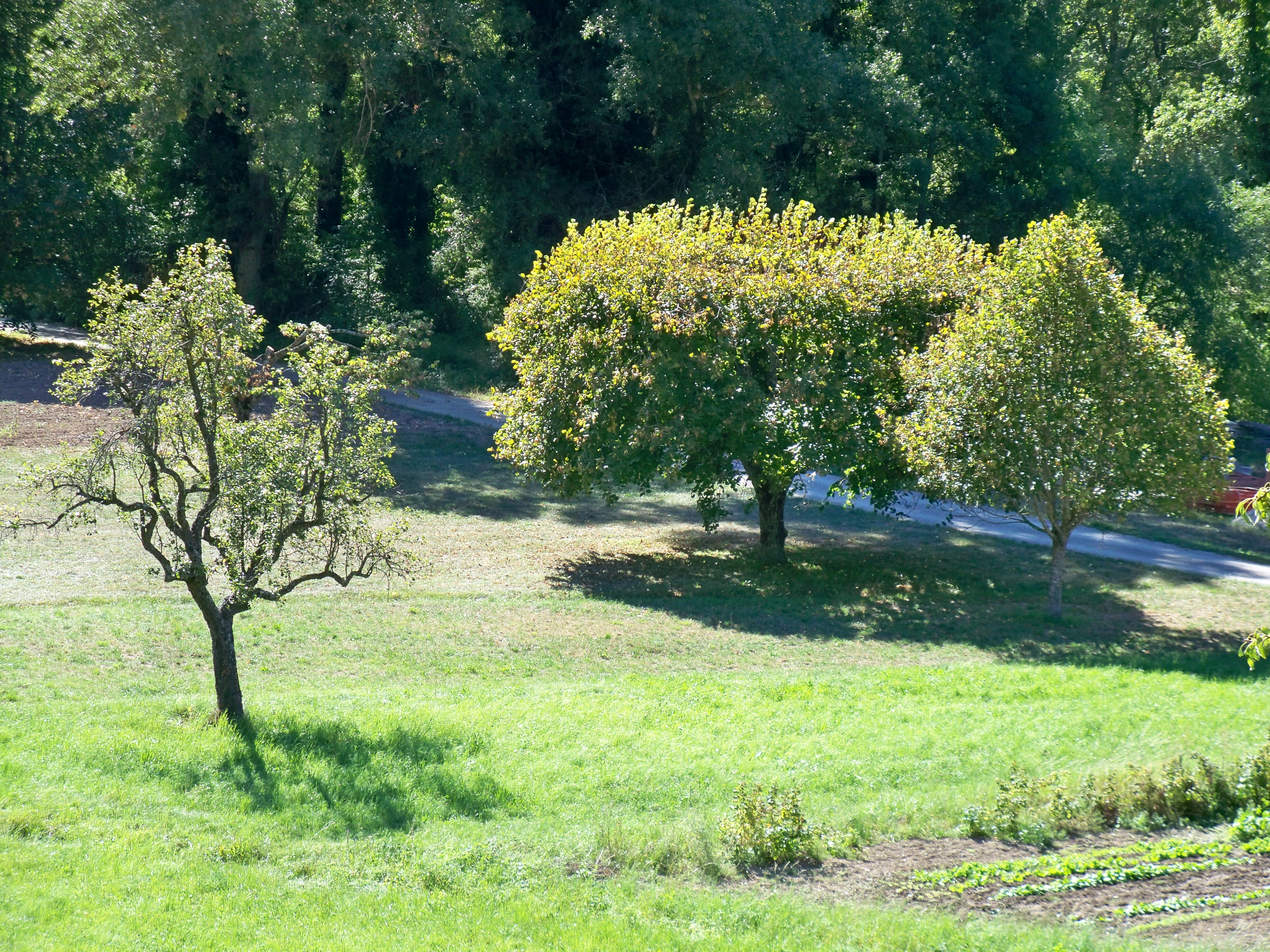
Tilleuls des Baronnies.

Le tilleul des Baronnies est présent partout dans les champs, au bord des routes ou dans les cours des maisons. Cette culture a débuté au XIXe siècle. Actuellement, les Baronnies produisent 75 % de la production française. La récolte se fait toujours à la main entre la mi-juin et la mi-juillet suivant l'exposition, elle s'étale sur 10 à 15 jours. « Autrefois, le tilleul se vendait aux négociants lors des foires. Aujourd'hui et depuis près de 200 ans, il n'y a qu'à Buis-les-Baronnies que vous pourrez assister à ce grand rassemblement traditionnel. Ici, le tilleul se fête chaque année tous les 3e samedi de juillet lors d'un marché au tilleul et aux plantes aromatiques associé au Salon du Livre des Plantes ». Il existait à Buis-les-Baronnies la Maison des Plantes Aromatiques qui permettait d'en apprendre plus sur les usages médicinaux et culinaires des plantes, mais elle a fermé définitivement en 2018.

### Vin
Au XVe siècle déjà, des écrits mentionnent le prélèvement de taxes sur le vin. L'activité viticole a donc bien débuté pendant l'époque gallo-romaine[réf. nécessaire].
Au XIXe siècle, le vignoble est détruit par le froid de l'hiver 1832, puis par le phylloxéra en 1870. La crise viticole gronde.
Depuis 1974 et la création du Syndicat des Coteaux des Baronnies, les vignerons se sont structurés pour développer la notoriété et l'image de l'indication géographique protégée (IGP). L'aire de production a structuré son vignoble et ses techniques pour parfaire les vins élaborés. Les coteaux des Baronnies se distinguent dans la catégorie vins de pays puis IGP par la richesse de leur terroir, par leur typicité.

### Huile d'olive
Actuellement, la zone de production  se concentre sur Nyons, Venterol, Buis-les-Baronnies, Mirabel-aux-Baronnies, la Roche-sur-le-Buis et Piégon, ces sept communes représentant 60 % du verger. Ce verger est morcelé et d'une superficie moyenne d'un demi-hectare, soit 55 oliviers par parcelle environ. Si le recul des oliveraies au profit du vignoble a été accentué par le classement en AOC de Vinsobres (1937) et de Saint-Maurice-sur-Eygues (1949), l'obtention de l'appellation d'origine contrôlée pour les olives et l'huile d'olive de Nyons a inversé la tendance permettant aux plantations de redémarrer. Bien que la production d'huile d'olive ne représente que 3 % de la consommation totale en France, elle ne cesse d'augmenter depuis les années 1980. 
Un oléo-tourisme commence à se développer. Le Sentier des Oliviers à Nyons permet de découvrir sa culture à travers son arrivée dans les Baronnies, la fabrication de l'huile, la façon de la cultiver. Au cours de l'année, des manifestations scandent les différentes étapes liées à l'olive et à son huile comme L'huile d'olive en Fête, en janvier à Buis-les-Baronnies et la fête de l'Alicoque ou fête de l'huile d'olive nouvelle, à Nyons, ainsi que les Olivades en juillet à Nyons.

### Truffe

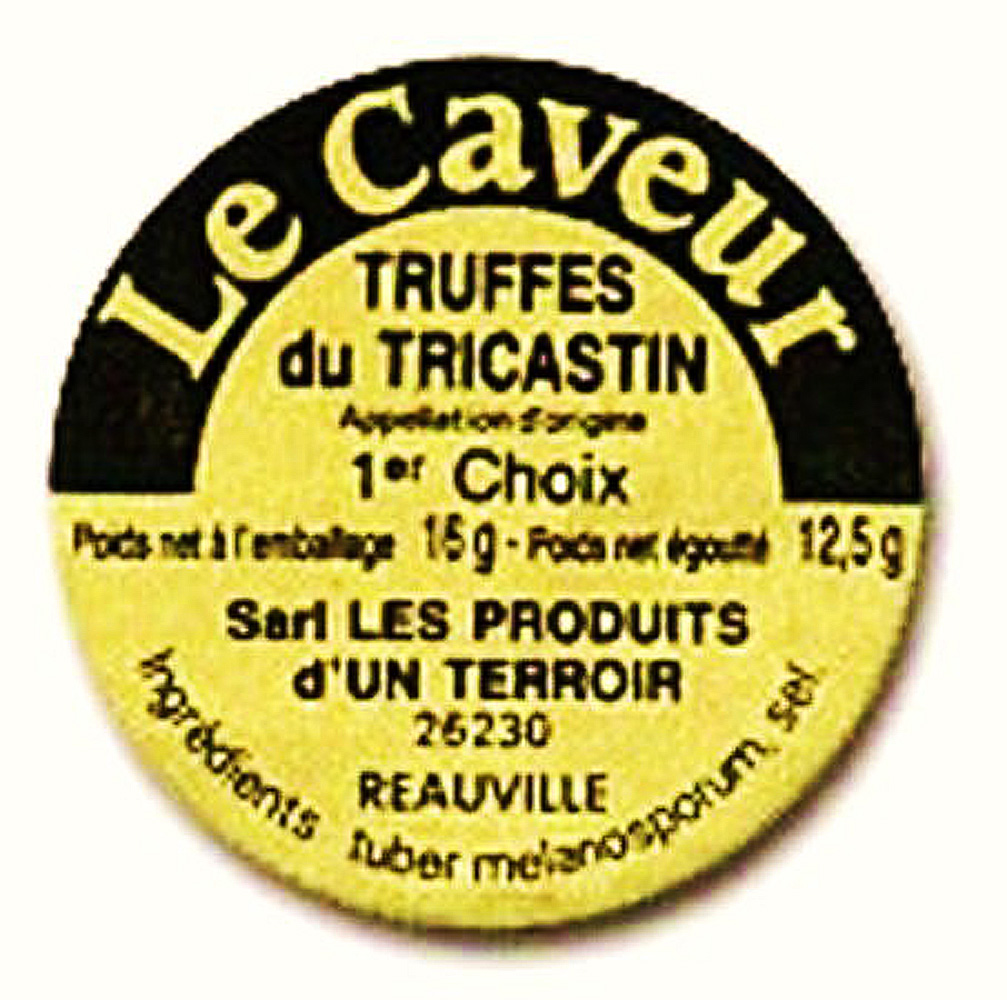
Truffe du Tricastin, appellation d'origine.

La truffe du Tricastin, qui se récolte dans toutes les communes des Baronnies situées à une altitude entre 500 et 1 000 mètres d'altitude, a voulu se protéger par une appellation d'origine depuis 1978, elle s'étend sur 68 communes de la Drôme et 15 communes de Vaucluse. Pour revendiquer cette appellation, la truffe du Tricastin exige une stérilisation en première ébullition et uniquement avec des T. melanosporum.
Dans cette région, comme dans d'autres, les trufficulteurs se sont regroupés en syndicat de producteurs comme ceux de la Drôme des Collines (et Isère limitrophe) ou le syndicat général de la truffe noire du Tricastin, qui a son siège social à la Maison de la Truffe et du Tricastin, à Saint-Paul-Trois-Châteaux.

### Tourisme
Le tourisme tend à se développer dans tout l’espace baronniard au climat réputé et aux paysages magnifiques jusqu’à présent préservés : activités sportives (VTT, vol libre, randonnées, escalade...), climatisme et tourisme de terroir. Tous les secteurs de l’économie profitent de son essor.

### Parc naturel régional des Baronnies provençales
Le parc naturel régional des Baronnies provençales rassemble 86 communes (52 communes de la Drôme et 34 des Hautes-Alpes) pour une superficie totale de 1 560 km2 et 31 164 habitants. Sa création a été annoncée par Ségolène Royal, ministre de l’Écologie, du Développement durable et de l’Énergie le 8 décembre 2014 à Vinsobres, et formalisée par décret du 26 janvier 2015 du Premier ministre. Le siège du parc est à Sahune (Drôme). Le parc a pour objectifs de préserver l'environnement, soutenir les activités agricoles et de doper le tourisme vert. Il contient 10 sites Natura 2000, 5 espaces naturels sensibles et des espèces emblématiques.
L'idée de créer un parc naturel régional dans les Baronnies, à cheval sur deux départements (Hautes-Alpes et Drôme) et deux régions (Rhône-Alpes et Provence-Alpes-Côte d'Azur) date de la fin des années 1990. Localement, elle a été lancée par le Groupement pour la Promotion et l'Expansion du Nyonsais Baronnies et des élus locaux, qui étaient conscients des difficultés économiques de cette région très rurale où l'agriculture reste menacée et le développement fragile.
En 2003, les deux conseils régionaux décident de financer une étude d'opportunité et de faisabilité qui leur permet de prendre une délibération commune le 17 décembre 2004 retenant un périmètre (130 communes concernées) et des principes d'organisation.
Le 30 mars 2007, le préfet de la Drôme, constatant qu'une majorité de communes et de communautés de communes concernées avait donné son accord, publie un arrêté de création d'un Syndicat Mixte de préfiguration d'un parc naturel régional et d'aménagement des Baronnies provençales. Sa mission est de mener des études et des actions d’intérêt commun au service de l’ensemble des communes du territoire concerné. Ces actions concourront notamment à la préfiguration d’un parc naturel régional. Le syndicat mixte a finalisé en novembre 2011 la charte du futur parc qui sera soumise pour vote à l'ensemble des communes concernées. Le projet de parc a été soumis à enquête publique du 20 juin au 22 juillet 2011. 
L'un des premiers couacs de la mise en place du parc naturel est intervenu l'hiver 2012 avec l'abattage des alignements de tilleuls – protégés selon la charte du parc – le long de la route départementale 30 sur décision du président du conseil général des Hautes-Alpes, Jean-Yves Dusserre.
L'appellation « Baronnies provençales » a fait l'objet de discussions sur sa légitimité puisque ces territoires appartenaient au Dauphiné. Quelques terres adjacentes de la Provence existaient en enclaves dans le Dauphiné en 1789, mais leur étendue était faible. Dans la littérature géographique du XIXe siècle, les Baronnies constituent d'ailleurs l'un des 9 « pays » historiques du Dauphiné avec le Briançonnais, le Diois, l'Embrunais, le Gapençais, le Grésivaudan, le Tricastin, le Valentinois et le Viennois.